# Los Jaigüey
Los Jaigüey fue una banda formada por Poncho Figueroa, Gustavo Jacob y Ricardo Jacob que estuvo activa de 2006 a 2016.Se enfocaban particularmente en contar historias cortas que representan personajes de diferentes procedencias y orígenes a menudo en un tono reflexivo, en donde retoman la tradición de la crónica urbana, aquella que plasma una crítica social en su lírica. Lanzaron su álbum debut homónimo a finales de 2009 a través de Fonarte, un sello independiente de América Latina.

## Historia
La banda se formó cuando los tres músicos participaron en el concierto conmemorativo a Rockdrigo González el 19 de septiembre de 2005. Ese día, junto con Roberto Ponce (pieza fundamental en la escena de Música Rupestre del rock mexicano, además de Rockdrigo) se presentaron ante miles de personas en el Zócalo de la Ciudad de México.
El 8 de agosto de 2006, es la fecha del debut oficial de la banda y ganaron notoriedad cuando fueron invitados como acompañamiento en el concierto de John Cameron Mitchell, durante su participación en el Festival Internacional de Cine Contemporáneo de la Ciudad de México (FICCO) en 2007. El trío compartía el gusto por el cine surrealista de David Lynch, y es del título de una de sus cintas más oscuras, Lost Highway, de donde inspiran su nombre. Es este gusto por el cine, y bajo el nombre de Cinco Pesos, que lanzan su primer cortometraje Tepoztlahuilanali Xou, dirigido por Ricardo Jacob y con éste y Gustavo Jacob en las cámaras, el cual representa el espectáculo de calle del bajista Poncho Figueroa en lengua náhuatl, con proyecciones internacionales en Damasco, Siria y Londres, Inglaterra.
La banda lanzó su álbum titulado Haciendo Tiempo, y fue tocado por primera vez en vivo en el Festival Vive Latino en el 2013. El álbum fue seleccionado por la revista Rolling Stone como uno de los 20 mejores álbumes latinos de 2013. 
En el 2014 realizaron su primera gira por Europa titulada "Jaigüey 2 Yurop" en la que visitaron España, Francia, Suiza y Alemania en donde alternaron con Doctor Krápulaen la ciudad de Kiel. En 2015 hicieron una gira por Argentina y Uruguay y ese mismo año regresaron a Europa con su "Jaigüey 2 Yurop 2" visitando Grecia, Alemania y Suiza donde grabaron su tercer disco "Laiv in Zurich" el 16 de septiembre. Al regreso de esa gira y tras un fallido intento de realizar un siguiente álbum de estudio el grupo decidió separarse en junio del 2016.

## Discografía

### Los Jaigüey (2009, Fonarte Latino)
El álbum fue lanzado en octubre del 2009.
Canciones:
1. "El himno a la alegría"
2. "Pedernal"
3. "El lenguaje del amor"
4. "Ya ni sabo que pató"
5. "Humanidad"
6. "Me voy pa'l pueblo"
7. "El loco"
8. "Linda Motorista"
9. "Confiar es perder"

### Haciendo Tiempo (2013 Fonarte Latino)
El álbum fue lanzado en marzo del 2013.
Canciones:
1. "Una Historia o Dos"
2. "Un Trozo de Carne"
3. "Gente de Siempre"
4. "Primero de Diciembre"
5. "Amor de Locación"
6. "Sigo tu voz"
7. "Haciendo Tiempo"
8. "Inocencia, Inconsciencia"
9. "Todo está aquí"

### Laiv in Zurich (2016, Bongonaut Records)
El álbum fue lanzado en el 16 de marzo del 2016. grabado en Zúrich, Suiza en septiembre de 2015 durante su segunda gira europea.
Canciones:
1. "El Lenguaje del Amor"
2. "La Yesca"
3. "Me Voy pa'l Pueblo"
4. "New Sensations"
5. "Gente de Siempre"
6. "Pedernal"
7. "El Loco"

## Integrantes

### Formación 2006-2016
- Poncho Figueroa: vocalista, bajo
- Gustavo Jacob: guitarra, teclados
- Ricardo Jacob: batería, coros

## Giras

### Jaigüey 2 Yurop Tour 2014
(España, Francia, Suiza, Alemania)

### Jaigüey Latinoamérica 1 Tour 2015
(Argentina, Uruguay)

### Los Jaigüey 2 Yurop 2 2015
(Grecia, Alemania, Suiza)